# Jean-Henri Gourgaud

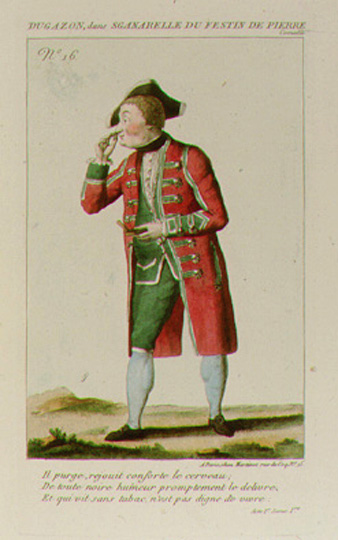
Dugazon.

Jean-Henri Baptiste Gourgaud, kallade sig senare Dugazon, född 15 november 1743, död 10 oktober 1809, var en fransk skådespelare. Han var gift med Louise-Rosalie Dugazon.
Gourgaud var från 1771 anställd vid Théâtre-Français, där han firade triumfer i de komiska betjänternas fack. Gourgaud skrev även själv komedier.